# III. třída okresu Děčín
III. třída okresu Děčín patří společně s ostatními třetími třídami mezi deváté nejvyšší fotbalové soutěže v Česku. Je řízena Okresním fotbalovým svazem Děčín. Hraje se každý rok od léta do jara se zimní přestávkou. Hraje se v jedné skupině (neoznačuje se), soutěž má 9 účastníků  okresu Děčín, každý s každým hraje jednou na domácím hřišti a jednou na hřišti soupeře. Celkem se tedy hraje 16 kol. Vítěz soutěže a tým na druhém místě postupují do II. třídy okresu Děčín.

## Vítězové

### III. třída okresu Děčín
| Ročník    | Vítězný tým                 |
| --------- | --------------------------- |
| 2004/2005 | TJ Jiskra Staré Křečany     |
| 2005/2006 | FK Chřibská                 |
| 2006/2007 | FK Velká Bukovina           |
| 2007/2008 | FK Chřibská                 |
| 2008/2009 | SK Dobkovice                |
| 2009/2010 | FK Chřibská                 |
| 2010/2011 | Starý Šachov                |
| 2011/2012 | Starý Šachov                |
| 2012/2013 | FK Dolní Poustevna          |
| 2013/2014 | Starý Šachov                |
| 2014/2015 | SK Březiny                  |
| 2015/2016 | FK Česká Kamenice B         |
| 2016/2017 | FK Františkov nad Ploučnicí |
| 2017/2018 | FK Dolní Poustevna          |
| 2018/2019 |                             |